# Canavanina
L-(+)-(S)-Canavanina é um α-aminoácido não-proteinogênico encontrado em certas plantas leguminosas.